# Abu Rafi
Salām bin Abī 'l-Huqayq of Abu Rafi (Arabisch: سلام بن أبي الحقيق) was een Joodse dichter in Arabië in de vroege zevende eeuw die de heidense stammen die met Mohammed en de moslims streden financierde en ondersteunde.
In 624 stuurde Mohammed een groep ansar onder leiding van Abdullah bin Atik om Abu Rafi te vermoorden. Hij had Mohammed 'pijn gedaan' en zijn vijanden gesteund. 's Nachts gingen Abdullah en zijn metgezellen naar Abu Rafi's kasteel in Khaybar. Aldaar zag een poortwachter Abdullah aan als een van hen en liet hem binnen. Abdullah ging naar de slaapruimte maar kon in het donker niet zien wie Abu Rafi was. Abdullah riep hem en toen hij antwoord gaf, ging hij naar hem toe en doodde hem met het zwaard. Bij zijn vlucht brak Abdullah zijn been.